# Чистяков, Валерий (латвийский футболист)
Вале́рий Чистяко́в (латыш. Valērijs Čistjakovs; 27 ноября 1992, Рига) — латвийский футболист, нападающий.

## Карьера
Воспитанник Рижской футбольной школы, летом 2009 года Валерий Чистяков был заявлен за клуб «Юрмала-VV», в составе которого в возрасте 16 лет дебютировал в Высшей лиге Латвии. За два года, проведённых в «Юрмале-VV», он сыграл в 35 матчах и забил 6 голов. Летом 2011 года Валерий Чистяков перешёл в литовский клуб «Круоя» из города Пакруойис.